# Marco Antonio de Dominis
Marco Antonio De Dominis (in croato: Marko Antun Dominić, Domnianić o Gospodnetić; Arbe, 1560 – Roma, 8 settembre 1624) è stato un arcivescovo cattolico, teologo e scienziato dalmata.

## Biografia

### Formazione ed episcopato
Nacque da una nobile famiglia dalmata e venne educato dai Gesuiti, prima nel Collegio Illirico di Loreto e successivamente nel collegio presso l'Università di Padova. Entrò nella Compagnia di Gesù Il 10 dicembre 1579 e insegnò matematica, logica e retorica a Padova e a Brescia. A Brescia ebbe come discepolo il matematico Giuseppe Biancani. Dopo avere lasciato i Gesuiti (1596), fu nominato dall'imperatore Rodolfo II vescovo di Segna e di Modruš, in Dalmazia; nell'agosto 1600 ottenne la conferma da parte della Santa Sede; nel novembre del 1602 venne promosso alla sede arcivescovile di Spalato e divenne primate di Dalmazia e Croazia. In questo periodo sviluppò notevoli capacità di mediazione fra la Repubblica di Venezia, della quale faceva parte gran parte delle sue diocesi, imperatore e gerarchie del papato.
De Dominis avanzò proposte di riforma della Chiesa che presto lo portarono in conflitto con suoi vescovi suffraganei; si intensificarono anche le interferenze della corte papale sui suoi diritti di arcivescovo metropolita, anche in conseguenza della disputa tra papa Paolo V e la Repubblica di Venezia (1606-1607). In questa disputa de Dominis si schierò con Venezia e si avvicinò alle posizioni di fra Paolo Sarpi: questo lo pose in conflitto con il suo clero, rendendo insostenibile la sua posizione.
Questa è peraltro la situazione che egli descrisse nella sua apologia Consilium profectionis; in essa egli dichiara anche che questi conflitti l'avevano indotto ad approfondire la legge ecclesiastica, la storia della Chiesa e la teologia dogmatica.
Questi studi, oltre a rafforzare il suo amore per gli ideali di una vera Chiesa cattolica, gli fecero capire quanto lontano da questi fosse il sistema papale. Questa situazione critica culminò con una sconfitta in un importante caso finanziario con la Curia Romana; egli si recò a Roma cercando invano di avere udienza da papa Paolo V e di conseguenza nel settembre del 1616 abbandonò il suo ufficio a favore di un parente e si ritirò a Venezia, dove scrive il suo Consilium profectionis.

### Conversione all'anglicanesimo
Convocato a Roma dall'Inquisizione, de Dominis rifiutò e si preparò ad abbandonare la Chiesa cattolica per avvicinarsi alla dottrina anglicana; entrò in contatto con l'ambasciatore di Inghilterra a Venezia, sir Henry Wotton, e ottenne l'assicurazione di venire accolto con favore in Inghilterra. Passando dalla Svizzera, da Heidelberg (dove pubblicò un violento attacco alla Chiesa di Roma dal titolo Scogli del Cristiano naufragio, poi pubblicato in inglese) e da Rotterdam, giunse in Inghilterra nel dicembre 1616, dove venne accolto con grande favore dal re Giacomo I e dal clero anglicano, che lo ricevette nella Cattedrale di Saint Paul. Giacomo I lo fece risiedere presso l'arcivescovo di Canterbury, imponendo agli altri vescovi di pagargli una pensione e collocandolo nella gerarchia anglicana subito dopo gli arcivescovi di Canterbury e York. De Dominis prese parte come assistente alla consacrazione di George Montaigne a vescovo di Lincoln, il 14 dicembre 1617. Venne poi nominato "Master of the Savoy" nel 1618 e "Dean of Windsor" nel 1619 (o forse già lo era nel 1617); successivamente si presentò come residente in West Ilsley, Berkshire.
In questo periodo egli scrisse vari saggi e sermoni contro la Chiesa di Roma: Papatus Romanus uscì anonimo (Londra, 1617; Francoforte, 1618); Scogli del naufragio Christiano venne pubblicato a Londra probabilmente nel 1618 e tradotto in inglese, francese e tedesco.
Compose inoltre la sua opera maggiore, spesso ristampata, dal titolo De Republica Ecclesiastica contra Primatum Papae, nella quale espone la sua teoria della Chiesa, con un grande dispiegamento di erudizione sulla storia dell'organizzazione della Chiesa; la prima versione, dopo parziali revisioni dei teologi anglicani, venne pubblicata con il patronato del re nel 1617 (Vol. 1, 1617; vol. II, 1620, Londra; Vol. III, 1622, Hannover). Punto centrale dell'opera è l'insistenza sulle prerogative divine dell'episcopato cattolico contrapposte alle usurpazioni della monarchia papale; egli in sostanza auspicò una federazione di chiese nazionali e si pone come un precursore del giurisdizionalismo.
Nel 1619 de Dominis, cura a Londra la pubblicazione della Historia del Concilio Tridentino di Paolo Sarpi, cui aggiunge un sottotitolo anti-romano e una dedica a Giacomo I.

### Ritorno a Roma
I suoi difetti personali nel giro di pochi anni gli fecero perdere il favore di molti amici inglesi; inoltre il progetto del matrimonio del principe Carlo con una principessa spagnola gli fece temere un indebolimento della sua posizione in Inghilterra. L'elezione al soglio pontificio, il 9 febbraio 1621, del suo amico Alessandro Ludovisi, papa Gregorio XV, gli diede l'occasione di avviare trattative, mediante diplomatici cattolici a Londra, per ritornare nella Chiesa di Roma.
Quando il 16 gennaio 1622 de Dominis annunciò la sua intenzione di trasferirsi a Roma, l'ira del re esplose e gli venne minacciata un'accusa di corrispondenza illegale. Alla fine gli venne consentito di partire, ma i suoi bagagli contenenti denaro gli vennero requisiti e gli vennero restituiti solo dopo una sua supplica al re.
Dall'Inghilterra si trasferì per sei mesi a Bruxelles, da dove iniziò una serie di attacchi alla Chiesa anglicana violenti quanto i suoi precedenti contro la Chiesa di Roma. A metà del 1622 giunse a Roma; qui fece pubblica ammenda delle sue eresie presentandosi in San Pietro con una corda al collo: il papa gli assegnò una pensione. Pubblicò quindi il Sui reditus ex Anglia consilium (Parigi, 1623), opera nella quale ritratta tutto quanto aveva scritto nel Consilium Profectionis dichiarando di aver deliberatamente mentito in tutto quanto aveva detto contro Roma.
Il suo capovolgimento di opinioni scandalizzò l'Inghilterra, dove venne attaccato ferocemente; in particolare lo stesso anno della sua morte egli verrà sbeffeggiato ferocemente nell'opera teatrale satirica A game at chess di Thomas Middleton attraverso il personaggio del vescovo grasso.
Accadde però che l'8 luglio 1623 morì Gregorio XV, il papa amico. L'irritazione per la sospensione della pensione lo indusse ad esprimersi imprudentemente e nello stesso interregno l'Inquisizione riaprì il suo caso con l'accusa di eresia recidiva. L'istruttoria contro di lui proseguì dopo l'elezione di papa Urbano VIII ed egli venne confinato in Castel Sant'Angelo; qui morì di morte naturale l'8 settembre 1624 prima della conclusione dell'istruttoria contro di lui.
La morte di de Dominis non fermò l'Inquisizione, che continuò l'istruttoria: il 20 dicembre dello stesso 1624, in Santa Maria sopra Minerva, alla presenza della sua bara, venne pronunciata la severa sentenza di condanna post mortem al rogo e alla damnatio memoriae. In sua esecuzione, il 21 dicembre il suo corpo venne tolto dalla bara, trascinato lungo le strade di Roma fino a Campo de' Fiori e qui bruciato pubblicamente con le sue opere.

## Opere scientifiche

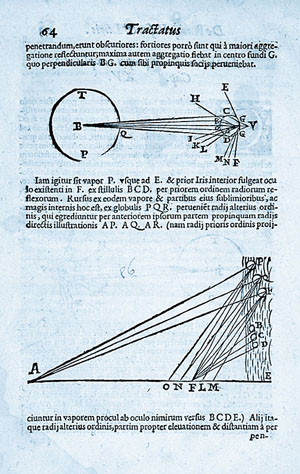
Pagina del trattato De radiis visus et lucis in vitris, perspectivis et iride

De Dominis si occupò di problemi scientifici solo in determinati periodi della sua vita travagliata e pubblicò solo due opere, peraltro interessanti.

### De radiis visus et lucis in vitris
Nel 1611 pubblicò a Venezia l'opera intitolata Tractatus de radiis visus et lucis in vitris, perspectivis et iride, nel quale tratta le teorie del cannocchiale e dell'arcobaleno; questo fenomeno viene spiegato in base al modello che vede in ogni goccia di pioggia ciascun raggio luminoso subire una rifrazione, una riflessione e un'ultima rifrazione.
Questa opera, verosimilmente derivata dalle sue lezioni a Padova e pubblicata sull'onda del successo del Sidereus Nuncius di Galileo Galilei, ebbe notevole influenza, in particolare su Isaac Newton, che nella sua Optiks considera de Dominis il primo ad aver sviluppata una teoria convincente dell'arcobaleno.
In realtà l'arcobaleno era stato studiato anche in precedenza da Alessandro di Afrodisia, Ruggero Bacone, Teodorico di Freiberg e dall'arabo Kamal al Farisi.
Una teoria analoga venne presentata da Cartesio nelle Meteores del 1637; egli non citò però de Dominis, forse per timore di andare contro la sua damnatio memoriae.

### Euripus
L'altra opera scientifica di de Dominis è un libretto sulle maree dal titolo Euripus, seu de fluxu et refluxu maris sententia pubblicato nel 1624 e dedicato al cardinale Francesco Barberini, nipote del papa Urbano VIII, per ottenere un suo appoggio nel processo che l'Inquisizione stava preparando contro di lui.
Il titolo ricorda le correnti causate dalle maree e che si osservano nello stretto Euripo fra l'isola di Eubea e la terraferma greca. In questo piccolo libro de Dominis espone una teoria, in buona parte corretta, nella quale le maree sono attribuite ad una forza, simile a quella magnetica, esercitata dalla Luna e, in misura minore, dal Sole sulle acque dei mari.
Con tali forze si spiegano i cicli semidiurno e bimensile delle maree in modo abbastanza soddisfacente. Lo sviluppo della teoria però appare talora affrettato e non molto coerente; inoltre l'autore si basa su alcune considerazioni poco giustificabili, come il prevalere delle influenze lunari per la natura umida di questo corpo celeste. L'opera quindi non presenta grande originalità, molto probabilmente riprende testi più antichi, ma ha il pregio di scartare tutte le ipotesi sostanzialmente di fantasia e prive di riscontri verificabili (gorghi sottomarini, fuochi subacquei, attività respiratoria della Terra,...) invocate ancora nel XVII secolo per spiegare le maree. La teoria di de Dominis, che ripropone sostanzialmente quella che era stata esposta, secoli prima, da Jacopo Dondi e Federico Crisogono, potrebbe derivare dagli studi di Seleuco di Babilonia.

## Giudizio dei contemporanei
I suoi contemporanei diedero di lui un'immagine negativa, descrivendolo come grasso, irascibile, pretenzioso e molto avaro; in parte forse giocò contro di lui il suo successivo comportamento. La sua abilità e le sue conoscenze sono però indiscusse e nelle controversie teologiche raggiunse la massima autorevolezza.
Le sue opere vennero in gran parte distrutte o avranno il nome dell'autore cancellato. Rimarranno però le sue opere nelle terre protestanti, con particolare vantaggio di Isaac Newton. Per ironia della sorte, la pubblicazione del suo Reditus consilium verrà proibita anche a Venezia per la sua posizione decisamente favorevole alla supremazia del papa sui poteri temporali.